# NGC 2537
NGC 2537是位於天貓座的一個棒旋星系，它也被稱為熊掌星系。